# Misa Rodríguez
Misa Rodríguez (ur. 22 lipca 1999 w Las Palmas de Gran Canaria) – hiszpańska piłkarka, występująca na pozycji bramkarki w hiszpańskim klubie Real Madryt oraz w reprezentacji Hiszpanii. Uczestniczka Mistrzostw Świata 2023.

## Statystyki

### Klubowe
Na podstawie:
| Klub                | Sezonów | Liga    | Liga  | Liga   | Puchar krajowy | Puchar krajowy | Kontynentalne | Kontynentalne | Suma  | Suma   |
| Klub                | Sezonów | Liga    | Mecze | Bramki | Mecze          | Bramki         | Mecze         | Bramki        | Mecze | Bramki |
| ------------------- | ------- | ------- | ----- | ------ | -------------- | -------------- | ------------- | ------------- | ----- | ------ |
| Atlético Madryt     | 2       | Liga F  | 1     | 0      | 1              | 0              | –             | –             | 2     | 0      |
| Deportivo La Coruña | 1       | Liga F  | 12    | 0      | 0              | 0              | –             | –             | 12    | 0      |
| Real Madryt         | 4       | Liga F  | 108   | 0      | 10             | 0              | 24            | 0             | 142   | 0      |
|                     | Łącznie | Łącznie | 121   | 0      | 11             | 0              | 24            | 0             | 156   | 0      |

### Reprezentacyjne
Na podstawie:
| Mecze i gole w reprezentacji podczas Mistrzostw Świata 2023 | Mecze i gole w reprezentacji podczas Mistrzostw Świata 2023 | Mecze i gole w reprezentacji podczas Mistrzostw Świata 2023 | Mecze i gole w reprezentacji podczas Mistrzostw Świata 2023 | Mecze i gole w reprezentacji podczas Mistrzostw Świata 2023 | Mecze i gole w reprezentacji podczas Mistrzostw Świata 2023 | Mecze i gole w reprezentacji podczas Mistrzostw Świata 2023 | Mecze i gole w reprezentacji podczas Mistrzostw Świata 2023 |
| Lp.                                                         | Data                                                        | Miasto                                                      | Przeciwnik                                                  | Wynik                                                       | Gole                                                        | Inne                                                        | Faza rozgrywek                                              |
| ----------------------------------------------------------- | ----------------------------------------------------------- | ----------------------------------------------------------- | ----------------------------------------------------------- | ----------------------------------------------------------- | ----------------------------------------------------------- | ----------------------------------------------------------- | ----------------------------------------------------------- |
| 1.                                                          | 21.07.2023                                                  | Wellington                                                  | Kostaryka                                                   | 3:0 (3:0)                                                   |                                                             |                                                             | Faza grupowa                                                |
| 2.                                                          | 26.07.2023                                                  | Auckland                                                    | Zambia                                                      | 5:0 (2:0)                                                   |                                                             |                                                             | Faza grupowa                                                |
| 3.                                                          | 31.07.2023                                                  | Wellington                                                  | Japonia                                                     | 0:4 (0:3)                                                   |                                                             |                                                             | Faza grupowa                                                |

## Sukcesy

### Klubowe
- Mistrzyni Hiszpanii 2016/17, 2017/18, 2018/19

### Reprezentacyjne
- Mistrzyni Świata 2023
- Mistrzyni Europy U-19 2017